# Mooring Cove
Mooring Cove est une petite communauté canadienne située sur la péninsule de Burin de l'île de Terre-Neuve dans la province de Terre-Neuve-et-Labrador. Elle est située sur la route 210 au nord de Marystown.

## Annexe